# Uscana caryedoni
Uscana caryedoni är en stekelart som beskrevs av Gennaro Viggiani 1986. Uscana caryedoni ingår i släktet Uscana och familjen hårstrimsteklar.
Artens utbredningsområde är:
- Kongo.
- Elfenbenskusten.
- Peru.
- Senegal.

Inga underarter finns listade i Catalogue of Life.